# Weinmannia raiateensis
Weinmannia raiateensis là một loài thực vật thuộc họ Cunoniaceae. Đây là loài đặc hữu của Polynésie thuộc Pháp.